# Circo Gallístico
El Circo Gallístico fue un circo de gallos instalado en el Paseo de Santa María de la Cabeza, en la ciudad de  Madrid (España), según proyecto del arquitecto Pedro Domínguez Ayerdi en 1889. Relevó a otros populares locales madrileños para peleas de gallos como el del Paseo de Recoletos y el de la calle de Fernando el Santo.

## Edificio
El gallístico del Paseo de Santa María de la Cabeza tuvo dos proyectos, uno de construcción firmado por Domínguez Ayerdi, de 1889, y otro de reparación cuatro años después, obra de Emilio Muñoz. Con capacidad para unas 230 localidades, el edificio tenía una estructura circense de ladrillo y madera, que formaban los doce lados de un polígono que soportaba una estructura radial de madera y un lucernario acristalado. Lo completaba un vestíbulo con habitaciones a los dos lados para exhibir las jaulas de los gallos contendientes, y una nave adyacente lateral para vivienda del adiestrador de gallos y almacén.
La pista o reñidero de este circo gallístico consistía en una elevación de 90 cm rodeada de una pequeña verja o malla, circundada por pequeños anfiteatros con dos tipos de localidades: tres filas de sillas "de preferencia" —las más cercanas al reñidero—, y otras tres "de general" para los bancos de la parte alta.